# Per cápita

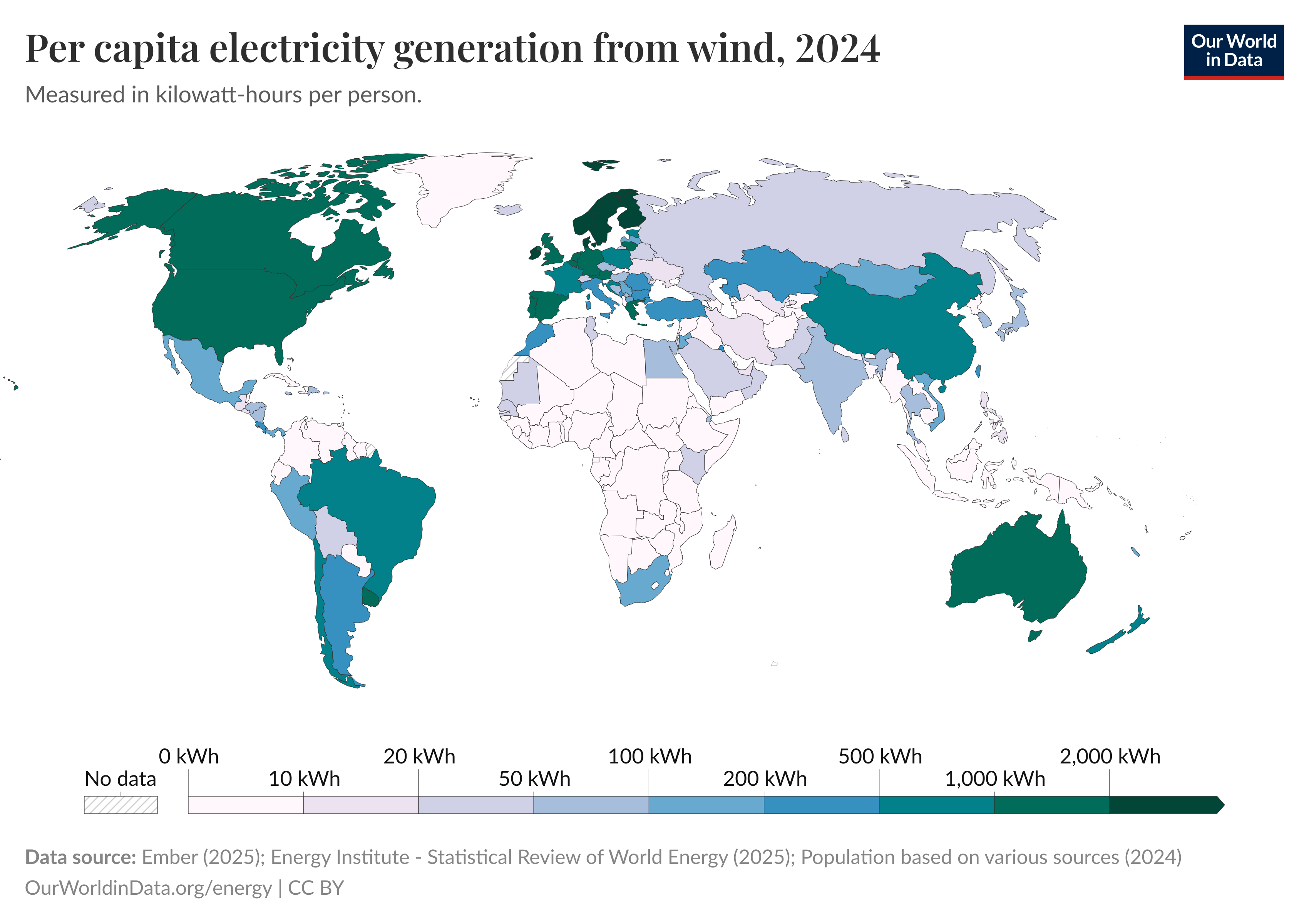
Electricidad producida por energía eólica per cápita en el mundo.

Per cápita (también percápita)es una locución proveniente del latín, en uso, que significa literalmente por cada cabeza. La expresión Per cápita la forman la preposición per y el acusativo plural de caput, capitis «cabeza», esto es, por persona o por individuo. Al estar castellanizada la expresión, se escribe en redonda, sin cursivas ni comillas y según las normas de acentuación del español.
Generalmente se utiliza para indicar la media por persona en una estadística social determinada. El uso más común es en el área de los ingresos. Así, existen índices de renta per cápita, ingresos familiares per cápita, renta familiar disponible per cápita. También se elaboran índices de consumo de productos per cápita como energía, alimentos y medios de comunicación, así como sus funciones. 